# Rex Maxon
Rex Maxon (1892-1973) est un auteur de bande dessinée américain. Il est surtout connu pour avoir succédé à Harold Foster sur le strip quotidien de Tarzan (1929-1947) puis pour avoir créé la série Turok pour Dell Comics (1954-1960).